# HAT-P-49
HAT-P-49 (HD 340099) — звезда, которая находится в созвездии Лисичка на расстоянии около 1050 световых лет от нас. Вокруг звезды обращается, как минимум, одна планета.

## Характеристики
HAT-P-49 — звезда 10,326 видимой звёздной величины; впервые упоминается в каталоге Генри Дрейпера, составленном в начале XX века, под наименованием HD 340099. Её масса и радиус равны 1,543 и 1,833 солнечных соответственно. Температура поверхности звезды составляет приблизительно 6820 кельвинов. Её светимость превосходит солнечную в 6 с половиной раз. Возраст HAT-P-49 оценивается приблизительно в полтора миллиарда лет.

## Планетная система
В 2014 году командой астрономов, работающих в рамках проекта HATNet, было объявлено об открытии планеты HAT-P-49 b в системе. Это газовый гигант, обращающийся очень близко к родительской звезде, с массой и радиусом, равными 1,73 и 1,413 юпитерианских соответственно. Открытие было совершено транзитным методом.